# باسكال ديلومو
باسكال ديلومو (14 أغسطس 1978 بنانت في فرنسا - ) (بالفرنسية: Pascal Delhommeau)‏ هو لاعب كرة قدم فرنسي في مركز الدفاع. شارك مع منتخب فرنسا تحت 18 سنة لكرة القدم ومنتخب فرنسا تحت 19 سنة لكرة القدم ومنتخب فرنسا تحت 21 سنة لكرة القدم. أما مع النوادي، فقد لعب مع نادي فان ونادي لوريان ونادي ميتز ونادي نانت.

## وصلات خارجية
- باسكال ديلومو على موقع قاعدة بيانات كرة القدم.إي يو (الإنجليزية)
- باسكال ديلومو على موقع ليكيب (الفرنسية)